# Orchisia subcostata
Orchisia subcostata är en tvåvingeart som beskrevs av Cui, Xue och Liu 1995. Orchisia subcostata ingår i släktet Orchisia och familjen husflugor.
Artens utbredningsområde är Yunnan (Kina). Inga underarter finns listade i Catalogue of Life.